# 외면
《외면》은 MBC에서 1985년 8월 15일에 방영된 8.15 특집 드라마로, 광복 40주년 기념 8.15 문제작 시리즈 중 첫 번째 작품이다.

## 줄거리
몬텐루파 일본군 전범 수용소에서 처형될 날만 기다리는 하야시 병장은 스물네 살의 짦은 생애를 돌이켜보며 회한에 잠긴다. 본명이 임재수인 그는 평북 구성군에서 소작인의 셋째 아들로 태어나 켜서는 일본군에 들어가면서 상관의 명령에 절대복종을 신조로 삼았었다.

## 등장 인물
- 김영인
- 정성모
- 조형기
- 정현
- 사상기
- 이영후